# Daniel Addo (Fußballspieler, 1987)
Daniel Addo (* 18. September 1987) ist ein ghanaischer ehemaliger Fußballspieler.

## Karriere
In der Saison 2007/08 wechselte er vom ghanaischen Verein Kessben FC zu Gençlerbirliği Ankara. Im darauf folgenden Jahr wurde er an Hacettepespor verliehen, bis er in diesem Jahr zum vierten Mal wechselte. Die vierte Station hieß Hapoel Petach Tikwa. Dort blieb er drei Spielzeiten. Dort kämpfte er mit seinem Klub stets gegen den Abstieg aus der Ligat ha’Al. Im Sommer 2013 wechselte er zu Hapoel Ramat Gan. Danach fand er keinen Verein mehr.

### Nationalmannschaft
Zur Vorbereitung eines Spiels gegen Nigeria wurde er 2007 erstmals zur Nationalmannschaft in den Kader berufen. Zur Vorbereitung auf den African Cup of Nations 2008 war er im 40er-Aufgebot.